# 周鰲
周鰲（1488年—？年），字巨夫，又字起龍，南直隶常州府江陰縣人，民籍。

## 生平
治《書經》，行二，由國子生中式正德五年庚午科（1510年）應天府鄉試第二十四名舉人，年三十六歲中式嘉靖二年（1523年）癸未科會試第二百六十一名，第二甲第一百二十九名進士。官吏部主事。

## 家族
曾祖周鑑。祖父周绎。父周庭芝。嫡母杨氏；生母孫氏。慈侍下。兄鲸、弟鲲、鲔、鯢、鲈、魴、鯁、鯆。